# De Donkere Toren II: Het Teken van Drie
De Donkere Toren II: Het Teken van Drie (originele titel The Dark Tower II: The Drawing of the Three) is een fantasy/western-roman van de Amerikaanse schrijver Stephen King. Het is het tweede deel in Kings serie De Donkere Toren. Het boek verscheen voor het eerst in mei 1987.

## Plot
Het boek gaat verder waar deel 1 ophield. Roland, de laatste scherpschutter, is na zijn ontmoeting met De Man in het Zwart aangekomen op een strand. Daar wordt hij in zijn slaap aangevallen door vreemde, kreeftachtige monsters, waarvan er één de wijsvinger en middelvinger van zijn rechterhand afbijt. De wond raakt al snel geïnfecteerd. Terwijl Roland langzaam begint te bezwijken aan de koorts, trekt hij verder langs het strand.
Hij komt een deur tegen die midden op het strand staat. Als Roland de deur opent, blijkt deze een toegangspoort te zijn van Al-wereld naar het New York van 1987. De poort staat in verbinding met Eddie Dean, een junkie die bezig is cocaïne naar New York te smokkelen voor zijn baas Enrico Balazar. Dit mede omdat Balazar Eddies broer Henry gegijzeld houdt. Als Roland door de deur stapt, betreedt hij Eddies lichaam en kan alles zien en horen wat Eddie beleeft. Indien mogelijk kan Roland zelfs de macht over Eddies lichaam overnemen en eveneens voorwerpen uit Eddies wereld door de poort naar zijn eigen wereld halen. Wanneer Roland beseft dat Eddie op het punt staat betrapt te zullen worden door de douane, maakt hij zijn aanwezigheid bekend en biedt Eddie zijn hulp aan. Eddie staat toe dat Roland de cocaïne tijdelijk meeneemt naar zijn wereld zodat de douane niets zal vinden. Het plan slaagt. Eenmaal in New York wordt Eddie opgepikt door handlangers van Balazar, die wil weten waar zijn cocaïne gebleven is. Eddie is niet in staat deze tijdig terug te halen, en gaat bovendien door het lint wanneer blijkt dat Henry is omgekomen omdat een van Balazars mannen hem een overdosis heroïne gegeven heeft. Roland gaat nu lichamelijk door de deur zodat hij in zijn eigen lichaam Eddies wereld betreedt, en samen doden ze in een vuurgevecht Balazar en al diens handlangers. Omdat hij niets meer heeft om voor te leven, gaat Eddie met Roland mee naar Al-wereld.
Een paar dagen later komen ze een tweede, soortgelijke deur tegen. Deze staat in verbinding met Odetta Holmes, een Afro-Amerikaanse vrouw in het New York van de jaren 60. Odetta zit in een rolstoel omdat ze een paar jaar terug haar benen verloor toen een onbekend iemand haar voor een aanstormende trein duwde. Ze lijdt bovendien aan een ernstige vorm van gespleten persoonlijkheid. Normaal is ze een vriendelijke vrouw, maar soms neemt een andere, gewelddadige persoonlijkheid die zichzelf Detta Walker noemt haar over. Odetta en Detta zijn niet bewust van elkaars bestaan. Op het moment dat Roland via de tweede deur Odetta’s lichaam binnengaat, heeft Detta weer de overhand en is bezig met winkeldiefstal. Roland neemt haar tegen haar zin mee naar Al-wereld. Eenmaal daar is Odetta hem en Eddie goedgezind, maar Detta doet al het mogelijke om de twee te hinderen op hun tocht.
Aan het eind van het strand staat een derde deur. Terwijl Roland, die nu zwaar ziek is, deze binnengaat, weet Detta Eddie te overmeesteren en gebruikt hem als aas voor de monsterlijke kreeften. Roland belandt ondertussen via de deur in het lichaam van Jack Mort, een seriemoordenaar uit het New York van de jaren 70. Al snel ontdekt Roland dat Jack de man was die Odetta voor de trein geduwd heeft, en eerder, toen Odetta nog kind was, een steen op haar hoofd gooide waardoor haar gespleten persoonlijkheid ontstond. Ook blijkt Jack de man te zijn die Jake Chambers, de jongen die Roland in het vorige boek ontmoette, heeft vermoord door hem voor een auto te duwen. Wanneer Roland Jack betreedt, staat deze net op het punt toe te slaan. Roland neemt net op tijd de macht over Jacks lichaam over om dit te voorkomen en Jake blijft ditmaal in leven. Vervolgens gebruikt Roland Jacks lichaam om zowel nieuwe munitie voor zijn revolvers als de penicilline tegen zijn ziekte te bemachtigen, en laat Jack vervolgens zelf voor een trein springen zodat hij omkomt. Odetta/Detta ziet dit gebeuren als ze door de deur kijkt. Hierdoor worden de twee persoonlijkheden zich bewust van elkaar en, na een korte worsteling, versmelten ze tot een derde persoonlijkheid: Susannah Dean. Als Susanna redt ze Eddie net op tijd van de kreeften. 
Door de penicilline knapt Roland snel op. Samen met Eddie en Susannah gaat hij verder op zoek naar de donkere toren.